# Älvkarleby-Skutskärs församling
Älvkarleby-Skutskärs församling är en församling i Upplands norra kontrakt i Uppsala stift i Svenska kyrkan. Församlingen omfattar hela Älvkarleby kommun i Uppsala län och utgör ett eget pastorat.

## Administrativ historik
Församlingen bildades 2006 genom sammanslagning av Älvkarleby och Skutskärs församlingar.

## Kyrkor
- Marma kyrka
- Skutskärs kyrka
- Älvkarleby kyrka